# ケヴィン・クラウド
ケヴィン・クラウド（Kevin Cloud、1965年 - ）は、アメリカのコンピュータゲームアーティスト。
彼は1965年にルイジアナ州シュリーブポートで教師と電気技師の両親の間に生まれ、1987年に政治学の学位を取得してルイジアナ州立大学シュリーブポート校を卒業し、ロースクールに進学するつもりであったが、その後すぐに結婚した。彼は1985年にSoftdiskでコンピューターアーティストとして初のフルタイムの仕事に就いた。彼は1992年3月10日にid Softwareに採用され、リードアーティストのエイドリアン・カーマックのアシスタントアーティストとして勤務し、その後も同社で『Wolfenstein 3D』『Doom』および『Quake』などの人気コンピュータゲームの制作に携わり、出世していった。idでのキャリア以前はSoftdiskで論説員として雇われており、同社では他のid創設メンバー達も勤務していた。その間、彼はSoftdiskのCommodore 64のディスクマガジン『Loadstar』のイラストレーターも務めた。2009年にゼニマックス・メディアに買収されるまでidのアーティスト兼共同オーナーであったクラウドは、現在は現行のDoomゲームのエグゼクティブ・プロデューサーを務めている。 

## 作品
| 年     | 作品名                       | クレジット                       | 発売機種                                      | 注記               |
| ------ | ---------------------------- | -------------------------------- | --------------------------------------------- | ------------------ |
| 1992   | Wolfenstein 3D               | ドキュメンテーション             | MS-DOS                                        | id Software開発    |
| 1993   | Doom                         | グラフィックスとアートワーク     | MS-DOS                                        | id Software開発    |
| 1994   | Doom II                      | グラフィックスとアートワーク     | MS-DOS                                        | id Software開発    |
| 1996   | Quake                        | グラフィックス                   | MS-DOS                                        | id Software開発    |
| 1997年 | Quake II                     | アートとプロジェクトディレクター | Windows                                       | id Software開発    |
| 1999年 | Quake III Arena              | グラフィックスと3Dプログラマー   | Windows                                       | id Software開発    |
| 2003年 | Wolfenstein：Enemy Territory | エグゼクティブ・プロデューサー   | Windows Macintosh Linux                       | Splash Damage開発  |
| 2004年 | Doom 3                       | アーティスト                     | Windows                                       | id Software開発    |
| 2007年 | Enemy Territory: Quake Wars  | エグゼクティブ・プロデューサー   | Windows Linux Mac OS X PlayStation 3 Xbox 360 | Splash Damage開発  |
| 2009年 | Wolfenstein                  | エグゼクティブ・プロデューサー   | Windows PlayStation 3 Xbox 360                | Raven Software開発 |
| 2016年 | Doom                         | SnapMapリードプロデューサー      | Windows PlayStation 4 Xbox One                | id Software開発    |